# Bredfield
Bredfield är en by och en civil parish i distriktet East Suffolk, Suffolk, England. Orten har 308 invånare (2001).